# 國米櫻
國米 櫻（こくまい さくら、1992年10月2日 - ）はアメリカの空手家である。2019年、ペルーのリマで開催されたパンアメリカン大会の女子個人形種目で金メダルを獲得した。2020年東京オリンピックにアメリカ代表として出場した。

## 経歴
両親は岡山県出身、弟はセーリング選手の國米創。米国で空手の実力を認められ、14歳で米国ジュニア代表になった。岡山学芸館高校に通っていた頃までは日米を「行き来する」生活であったが、同志社大学進学を機に拠点を日本に移した。空手が東京五輪の正式競技に追加されると、カリフォルニア州に移住した。2012年、フランスのパリで開催された世界空手道選手権大会の個人形種目で銅メダルを獲得した。翌年、ロシアのサンクトペテルブルクで開催されたワールドコンバットゲームズの女子形種目で銅メダルを獲得した。2014年、メキシコのトラスカラで開催されたパンアメリカンスポーツフェスティバルでは、女子形種目で金メダルを獲得した。
ポーランドのヴロツワフで開催されたワールドゲームズ2017で、女子形種目でフランスのサンディ・スコルドとの銅メダルを懸けた試合に敗れた。2018年、スペインのマドリッドで開催された世界空手道選手権大会の女子個人形種目に出場し、イタリアのヴィヴィアーナ・ボッターロと対戦した3試合目で敗退した。
2019年、カタールのドーハで開催された第1回ANOCワールドビーチゲームズの女子個人形種目に出場し、メダルを獲得することなく終了。5位に入賞し大会を終えた。
2020年3月、世界空手連盟（WKF）は東京オリンピック2020の出場権を獲得した選手を発表し、女子形の部において國米がアメリカ代表として出場することが決まった。
2021年、トレーニング中にアジア系差別の嫌がらせを受け、その様子を捉えた動画をInstagramに投稿した。
東京オリンピックでは形の3位決定戦でまたもやヴィヴィアーナ・ボッターロとリベンジマッチとなった。1.0点差で惜しくも敗れ5位。

## 実績
| 開催年 | 大会名                           | 会場                         | 順位 | 種目   |
| ------ | -------------------------------- | ---------------------------- | ---- | ------ |
| 2012年 | 2012年世界空手道選手権大会       | フランス、パリ               | 3位  | 個人形 |
| 2013年 | 2013年ワールドコンバットゲームズ | ロシア、サンクトペテルブルク | 3位  | 個人形 |
| 2019年 | 2019年パンアメリカン競技大会     | ペルー、リマ                 | 1位  | 個人形 |